# Minardi PS03
Chronologie des modèles (2003)
Minardi PS02 Minardi PS04B
La Minardi PS03 est la monoplace engagée par la Scuderia Minardi lors de la saison 2003 de Formule 1. Elle est pilotée par l'Anglais Justin Wilson et le Néerlandais Jos Verstappen. Les pilotes d'essai sont Matteo Bobbi, Gianmaria Bruni et Nicolas Kiesa qui remplacera Wilson, parti chez Jaguar Racing à la mi-saison.
Avant le début du championnat, Minardi connaît des problèmes avec ses anciens partenaires techniques Michelin et le motoriste Asiatech qui cessent leur collaboration avec l'écurie. Minardi doit faire ses tests de roulage d'inter-saison avec des pneus Avon de Formule 3000. À cause d'un manque de sponsors, Minardi fait face à des problèmes budgétaires, bien qu'un contrat avec Trust a été signé grâce à Verstappen.
À la fin de la saison, Minardi termine dixième du championnat, sans avoir inscrit de point.

## Résultats en championnat du monde de Formule 1

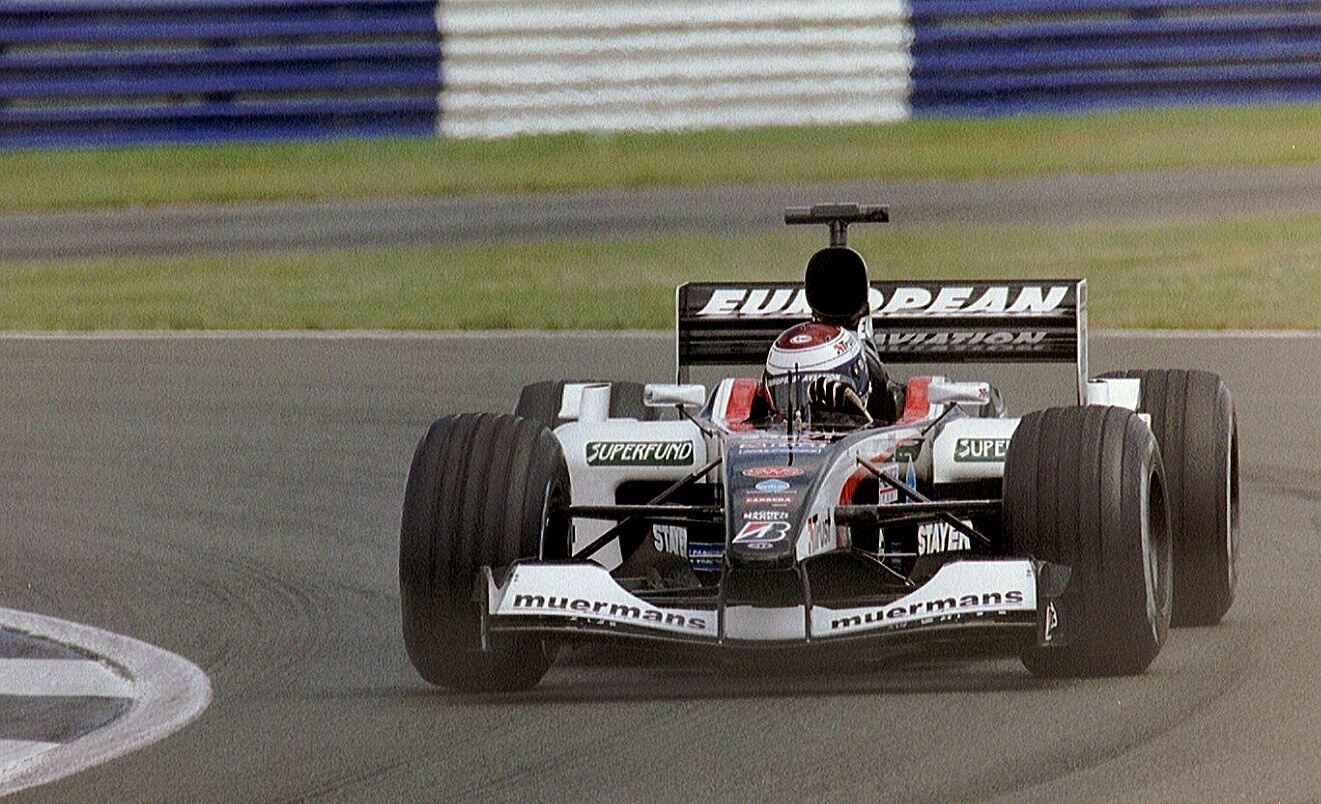
Jos Versappen à bord de la Minardi PS03 au Grand Prix de Grande-Bretagne 2003.

| Saison | Écurie                    | Moteur                 | Pneus       | Pilotes        | Courses | Courses | Courses | Courses | Courses | Courses | Courses | Courses | Courses | Courses | Courses | Courses | Courses | Courses | Courses | Courses | Points inscrits | Classement |
| Saison | Écurie                    | Moteur                 | Pneus       | Pilotes        | 1       | 2       | 3       | 4       | 5       | 6       | 7       | 8       | 9       | 10      | 11      | 12      | 13      | 14      | 15      | 16      | Points inscrits | Classement |
| ------ | ------------------------- | ---------------------- | ----------- | -------------- | ------- | ------- | ------- | ------- | ------- | ------- | ------- | ------- | ------- | ------- | ------- | ------- | ------- | ------- | ------- | ------- | --------------- | ---------- |
| 2003   | European Minardi Cosworth | Ford-Cosworth CR-3 V10 | Bridgestone |                | AUS     | MAL     | BRÉ     | SMR     | ESP     | AUT     | MON     | CAN     | EUR     | FRA     | GBR     | ALL     | HON     | ITA     | USA     | JAP     | 0               | 10e        |
| 2003   | European Minardi Cosworth | Ford-Cosworth CR-3 V10 | Bridgestone | Justin Wilson  | Abd     | Abd     | Abd     | Abd     | 11e     | 13e     | Abd     | Abd     | 13e     | 14e     | 16e     |         |         |         |         |         | 0               | 10e        |
| 2003   | European Minardi Cosworth | Ford-Cosworth CR-3 V10 | Bridgestone | Nicolas Kiesa  |         |         |         |         |         |         |         |         |         |         |         | 12e     | 13e     | 12e     | 11e     | 16e     | 0               | 10e        |
| 2003   | European Minardi Cosworth | Ford-Cosworth CR-3 V10 | Bridgestone | Jos Verstappen | 11e     | 13e     | Abd     | Abd     | 12e     | Abd     | Abd     | 9e      | 14e     | 16e     | 15e     | Abd     | 12e     | Abd     | 10e     | 15e     | 0               | 10e        |

Légende : ici 